# Río Totorani
Der Río Totorani ist einer der Quellflüsse des Río Beni und liegt an den Osthängen der Anden-Kordilleren in dem südamerikanischen Andenstaat Bolivien. Verwaltungstechnisch gehört der Fluss in seiner gesamten Länge zum Municipio Cocapata in der Provinz Ayopaya im Departamento Cochabamba.

## Río Caliente
Der Río Totorani entspringt unter dem Namen Río Caliente am südwestlichen Ende der Cordillera de Cocapata, am Nordrand der Cordillera Oriental. Die Trichterquelle des Río Caliente liegt in einer Höhe von 4487 m direkt unterhalb einer Verbindungsstraße zwischen Calientes und Jatun Rumi sowie Incacasani, von dort aus fließt der Fluss auf den ersten acht Kilometern in weitgehend südlicher Richtung bis zu der Ortschaft Calientes. Der Fluss wendet sich dann in östlicher Richtung und tritt in den Nationalpark Tunari ein, bis nach sieben Kilometern bei der Ortschaft Putucuni von Norden her der Río Pajcha zufließt.

## Río Totorani
Etwa ab dem Zufluss des Río Pujchi trägt der Fluss den Namen Río Totorani und verläuft auf seinem Weg nach Osten weiter entlang des Nordrandes des Nationalpark Tunari, bis er nach weiteren zwölf Kilometer die Ortschaft Totorani erreicht, die am linken, nördlichen Ufer des Flusses liegt. Der Fluss biegt dann auf den restlichen drei Kilometern nach Nordosten, bevor er sich mit dem von Südosten zufließenden Río Misicuni vereinigt. Im weiteren Verlauf trägt der Fluss den Namen Río Altamachi und gehört zum Flusssystem des Amazonas.